# Abell 36
Abell 36 ist ein planetarischer Nebel, 780 Lichtjahre entfernt im Sternbild Jungfrau, der von George Ogden Abell entdeckt wurde. Abell entdeckte den planetarischen Nebel auf photographischen Platten des 48-Zoll-Schmidt-Teleskops, die im Rahmen der Palomar Observatory Sky Survey aufgenommen wurden, und berichtete im Jahr 1955 davon. Später wurde er in den Abell Catalog of Planetary Nebulae aufgenommen, dessen 36. Eintrag er bildet.